# Briljanttetra
Briljanttetran (Moenkhausia pittieri) är en stimlevande fiskart i familjen laxkarpar som finns naturligt i Lago Valencia (Valenciasjön) i Venezuela och blir ca 6 cm lång. 

## Briljanttetra som akvariefisk
Briljanttetra är måttligt krävande. Den accepterar många olika foder. Vattnet ska vara mjukt och lite surt. Svag belysning rekommenderas. Akvariet bör ha en temperatur på 24-28 grader. Vid odling ska man först sänka temperaturen och sedan höja den stegvis. Äggen kläcks efter 2-3 dagar.